# Chirgaon
Chirgaon és una ciutat i municipalitat del districte de Jhansi a l'estat d'Uttar Pradesh, Índia. La ciutat disposa d'un antic fort o quila al seu bell mig. Hi va néixer el poeta nacional Maithili Sharan Gupt i el seu germà i també poeta notable Shri Siyaram Sharan Gupt i encara un altre poeta de nom Munshi Ajmeri. Segons el cens del 2001 la població era de 14.105 habitants.
Vers el 1690 el maharajà d'Orchha, Udot Singh, va donar al seu germà Diwan Rai Singh, el jagir de Baragaon; a la mort de Rai Singh el seu domini es va dividir en vuit hasht (parts) entre els seus fills i es van formar vuit principats (vegeu Hasht-Bhaiya) entre els quals el de Chirgaon, sempre com a feudatari d'Orchha fins que pel desmembrament d'aquest principat Jhansi va assolir l'alta sobirania. El 1821 va passar sota domini britànic directe i es va condedir sanad possessori al jagirdar. Chirgaon fou confiscat el 1841 per la rebel·lió del jagirdar Bakht Singh.